# Pieperstraße (Hannover)
Pieperstraße in Hannover ist eine historische Straße des ehemaligen Dorfes und heute hannoverschen Stadtteils Wülfel. Die Namensgebung geht laut einer Überlieferung auf den zur Zeit des Königreichs Hannover zu Beginn der Industrialisierung in Wülfel wohnenden Hofmeister Carl Pieper zurück, dessen genauere Lebensdaten der Archivar Helmut Zimmermann mehr als ein Jahrhundert später nicht ermitteln konnte.
Im Jahr 1901 erhielt die Pieperstraße ihren heutigen amtlichen Namen. Die noch im Deutschen Kaiserreich im Jahr 1914 erschienenen Hannoverschen Geschichtsblätter erläuterten den Straßennamen als Erinnerung an „einen gewissen Pieper, der vor vielen Jahren hier gewohnt und dessen Hof an der betreffenden Straße belegen war“.
Bereits in den 1980er Jahren erinnerte an der von der Dorfstraße zur Stiegelmeyerstraße führenden historischen Straße lediglich noch das Haus Pieperstraße 14 an die bäuerliche Vergangenheit des Ortes.